# سنیورهای کوسی

نشان سنیورهای کوسی

سنیورهای کوسی (به فرانسوی: seigneurs de Coucy یا sires de Coucy) حاکمان فئودالی کوسی در منطقه پیکاردی در شمال فرانسه بودند. جایگاه آن‌ها در رده‌بندی حاکمان فئودالی در سطح بارون قرار داشت.
این جایگاه در نهایت در سده چهاردهم میلادی پس از خریداری و تصاحب توسط لوئی یکم، دوک اورلئان، از میان رفت.

## پیشینه و جایگاه
قلمرو کوسی حوالی سال ۵۰۰ میلادی توسط کلوویس یکم، نخستین پادشاه مسیحی فرانک‌ها، به عنوان خراج‌گذار کلیسا، به رمیجوس، اسقف رنس اعطا شد. سرگذشت کوسی در طول چهار سده بعدی در سایه قرار دارد و اطلاعاتی از آن در دسترس نیست. بین سال های ۹۱۰ و ۹۲۰ میلادی، هِروه، اسقف اعظم رنس نخستین قلعه ابتدایی و کلیسا را بر فراز تپه با حصار یک دیوار در مقابل تهاجم نورس‌ها، احداث کرد. سال ۹۷۵ میلادی، اودریک، اسقف اعظم رنس این قلمرو را به شخصی تحت عنوان کنت اودس سپرد. این فرد به نخستین سنیور کوسی بدل گشت. از این فرد که نسلش بر کوسی حکم راندند، اطلاعاتی جز نام او موجود نیست. نخستین اقدام قابل توجه ثبت شده از این دودمان، احداث صومعه بندیکتی نوژن توسط آوبری در پای تپه در سال ۱۰۵۹ میلادی بود.
سنیورهای کوسی در سده سیزدهم میلادی به یکی قدرتمندترین حاکمان فئودال در رده خود در غرب اروپا بدل شدند و توانستند پیوندهای زناشویی با سایر خاندان‌های بزرگ اروپایی از جمله در فرانسه، انگلستان، اسکاتلند و اتریش برقرار نمایند. از جمله این پیوندها می‌توان به ازدواج آنگران ششم با کاترین، دختر لئوپولد یکم، دوک بزرگ اتریش و نوه آمادئوس پنجم، کنت ساووی اشاره کرد.

## موقعیت
سنیورهای کوسی با استقرار در قلعه شکوه‌مند کوسی و سیطره بر مسیر شمالی پاریس، در عین حالی که نقش حفاظتی برای پایتخت فرانسه ایفا می‌کردند، چالشی برای سلاطین به حساب می‌آمدند. این دودمان بلندپرواز از این موقعیت پادشاهان را به چالش می‌کشدند، به اموال کلیسا دستبرد می‌زدند، راهی جنگ صلیبی می‌شدند، به دلیل اقداماتشان تکفیر می‌شدند، رفته‌رفته بر دامنه سلطه خود می‌افزودند و به عنوان یکی از چهار سنیورنشین بزرگ فرانسه بر شکوه و افتخار خود می‌افزودند.

## فهرست سنیورهای کوسی
- ۱۰۵۹ میلادی: اوبری یا آلبریک
- لئون
- ۱۰۷۹؟ میلادی: درو دو بوو
- ۱۱۱۶ - ۱۰۸۰ میلادی: آنگران یکم، کنت آمن
- ۱۱۳۰ - ۱۱۱۶ میلادی: توما دو مارل
- ۱۱۴۹ - ۱۱۳۰ میلادی: آنگران دوم
- ۱۱۹۱ - ۱۱۴۹ میلادی: رالف یکم
- ۱۲۴۲ - ۱۱۹۱ میلادی: آنگران سوم، کنت روسی
- ۱۲۵۰ - ۱۲۴۲ میلادی: رالف دوم
- ۱۳۱۱ - ۱۲۵۰ میلادی: آنگران چهارم
- ۱۳۲۱ - ۱۳۱۱ میلادی: آنگران پنجم
- ۱۳۳۵ - ۱۳۲۱ میلادی: گیوم
- ۱۳۴۷ - ۱۳۳۵ میلادی: آنگران ششم
- ۱۳۹۷ - ۱۳۴۷ میلادی: آنگران هفتم
- ۱۴۰۰ - ۱۳۹۷ میلادی: ماری، کنتس سوآسون
- ۱۵ نوامبر ۱۴۰۰ میلادی: لوئی یکم، دوک اورلئان سنیورنشین کوسی را از ماری خریداری کرد.